# Zatoka Talbota
Zatoka Talbota – zatoka morska w północno-zachodniej Australii, w regionie Kimberley, wśród wysp Buccaneer. Z wodami Oceanu Indyjskiego łączą ją dwie wąskie cieśniny o szerokości odpowiednio dwudziestu i dziesięciu metrów.
W cieśninach tych niemal nieustannie płynie bystry prąd morski wywoływany pływami, dwa razy na dobę wtłaczającymi do zatoki i wysysającymi z niej wodę. W tym rejonie świata pływy syzygijne sięgają 10 metrów (jedne z najwyższych w świecie), także wewnątrz zatoki poziom wody zmienia się co kilka godzin niemal w takim samym zakresie. W cieśninach powstaje efekt nazywany przez Australijczyków „poziomymi wodospadami” (horizontal waterfalls): na krótkim odcinku woda pokonuje nawet czterometrową różnicę poziomów.
Żegluga w tym regionie jest skrajnie niebezpieczna, brak jest też dróg lądowych (cały region Kimberley jest bardzo słabo zaludniony), toteż najbezpieczniejszym sposobem dotarcia do tej zatoki jest wodnosamolot. Z tych powodów zatoka nie jest jeszcze dobrze znana, stosunkowo niewielu ludzi dotąd ją odwiedziło.